# Adolfo Álvarez-Buylla y González-Alegre
Adolfo Álvarez Buylla y González Alegre (Oviedo, 1 de desembre de 1850 - 27 d'octubre de 1927) fou un economista asturià, acadèmic de la Reial Acadèmia de Ciències Morals i Polítiques.

## Biografia
Fill d'un metge de Pola de Lena, el 1870 es llicencià en dret civil i canònic a la Universitat d'Oviedo, doctorant-se en 1871. El 1872 es llicencià en filosofia i lletres a la Universitat Central de Madrid, doctorant-se en 1873.
El 1874 fou nomenat professor auxiliar de la Universitat d'Oviedo i el 1877 catedràtic d'economia política i estadística a la Universitat de Valladolid, que permutarà amb un altre catedràtic de la Universitat d'Oviedo. El 1879 defensà públicament el socialisme de càtedra i s'adherí al krausisme. Va formar part de l'anomenat grup d'Oviedo juntament amb Fermín Canella y Secades, Félix Pío de Aramburu y Zuloaga, Leopoldo Alas, Rafael Altamira y Crevea i Adolfo González Posada y Biesca, entre d'altres, i col·laborà amb la Revista de Asturias. Difongué l'obra dels grans economistes alemanys de l'època com Adolph Wagner i Albert Schäffte.
De 1879 a 1881 fou secretari de la Facultat de Dret de la Universitat d'Oviedo i el 1889 fou nomenat degà de la citada facultat. El 1907 fou nomenat membre del patronat de la Junta d'Ampliació d'Estudis. En 1910 fou nomenat professor numerari de Dret, Economia social i Legislació escolar a l'Escola Superior del Magisteri de Madrid. En 1916 va ingressar a la Reial Acadèmia de Ciències Morals i Polítiques i en 1921 fou nomenat president de l'Ateneo de Madrid. També fou responsable de la Secció espanyola de la Lliga de Drets de l'Home.

## Obres
- La quinta esencia del socialismo
- Manual de economía política
- Memoria de la información agraria en Andalucía y Castilla (1904)
- Estudios sobre el concepto de la Economía, Oviedo, Imp. Revista de Asturias, 1887.
- Memorias de la Escuela de Artes y Oficios de Oviedo, Oviedo 1890-1904.
- Economía, Barcelona, J. Gili, 1904.
- El obrero y las leyes, Madrid, Imp. Revista de Legislación, 1905.
- El contrato de trabajo, Madrid, Imp. Sucesores de M. Minuesa de los Ríos, 1909.
- La protección del obrero. (Acción social y acción política), Madrid, Victoriano Suárez, 1910.
- Notas sobre la jornada máxima del trabajo en España. Madrid 1908.
- La reforma social en España, Madrid 1917.